# Cleveland Browns 2009
La stagione 2009 dei Cleveland Browns è stata la 56ª della franchigia nella National Football League. La squadra terminò con un record di 5-11, mancando l'accesso ai playoff per il settimo anno consecutivo.

## Roster
|  | |  | |  | |  | |  |  |
|  | Quarterback - 3 Derek Anderson - 5 Brett Ratliff Running back - 29 Thomas Brown - 35 Jerome Harrison - 34 Chris Jennings - 47 Lawrence Vickers FB Wide receiver - 85 Jake Allen - 16 Josh Cribbs RS - 87 Mike Furrey - 11 Mohamed Massaquoi - 80 Brian Robiskie - 88 Chansi Stuckey Tight end - 83 Greg Estandia - 86 Michael Gaines - 89 Evan Moore - 84 Robert Royal |  | Offensive linemen - 66 Hank Fraley G/C - 70 Rex Hadnot G/C - 55 Alex Mack C - 78 John St. Clair T - 65 Eric Steinbach G - 73 Joe Thomas T - 77 Floyd Womack G/T - 68 Billy Yates G/C Defensive linemen - 62 Titus Adams DE/NT - 90 Kenyon Coleman DE - 67 Derreck Robinson DE - 71 Ahtyba Rubin NT - 91 Brian Schaefering DE/NT - 98 Robaire Smith DE - 99 Corey Williams NT/DE |  | Linebacker - 58 Marcus Benard OLB/DE - 96 David Bowens ILB - 59 Titus Brown OLB - 54 Blake Costanzo ILB - 51 Alex Hall OLB - 56 Kaluka Maiava ILB - 53 Matt Roth OLB - 93 Jason Trusnik ILB - 95 Kamerion Wimbley OLB/DE Defensive back - 20 Mike Adams FS/CB - 26 Abram Elam SS - 25 Coye Francies CB - 30 Gerard Lawson CB - 22 Brandon McDonald CB - 23 Hank Poteat FS - 38 Ramzee Robinson CB - 27 Nick Sorensen SS - 41 Ray Ventrone FS - 24 Eric Wright CB Special team - 4 Phil Dawson K - 2 Reggie Hodges P - 64 Ryan Pontbriand LS |  | Lista delle riserve - 50 Eric Barton ILB (IR) - 28 James Davis RB (IR) - 82 Steve Heiden TE (IR) - 52 D'Qwell Jackson LB (IR) - 31 Jamal Lewis RB (IR) - 69 C.J. Mosley DE (IR) - 21 Brodney Pool FS (IR) - 10 Brady Quinn QB (IR) - 92 Shaun Rogers NT (IR) - 18 Donté Stallworth WR (Suspended) - 12 Syndric Steptoe WR (IR) - 72 Ryan Tucker OT/OG (IR) - 57 David Veikune LB (IR) - 15 Dave Zastudil P (IR) Squadra di allenamento - 79 Jason Capizzi OT - 44 Jed Collins FB - 97 Alex Field DE - 60 Keith Grennan DE (Injured) - 61 Jonathan Lewis NT - 75 Pat Murray OG - 33 Matterral Richardson CB Rookie in corsivo |  |  |

## Calendario
| Stagione regolare |                    |                        |                    |                    |                            |                    |                    |                    |
| Turno             | Data               | Avversario             | Risultato          | Record             | Stadio                     | Sintesi            |                    |                    |
| 1                 | 13 settembre       | Minnesota Vikings      | S 20–34            | 0–1                | Cleveland Browns Stadium   | Recap              |                    |                    |
| 2                 | 20 settembre       | at Denver Broncos      | S 6–27             | 0–2                | Invesco Field at Mile High | Recap              |                    |                    |
| 3                 | 27 settembre       | at Baltimore Ravens    | S 3–34             | 0–3                | M&T Bank Stadium           | Recap              |                    |                    |
| 4                 | 4 ottobre          | Cincinnati Bengals     | S 20–23 (dts)      | 0–4                | Cleveland Browns Stadium   | Recap              |                    |                    |
| 5                 | 11 ottobre         | at Buffalo Bills       | V 6–3              | 1–4                | Ralph Wilson Stadium       | Recap              |                    |                    |
| 6                 | 18 ottobre         | at Pittsburgh Steelers | S 14–27            | 1–5                | Heinz Field                | Recap              |                    |                    |
| 7                 | 25 ottobre         | Green Bay Packers      | S 3–31             | 1–6                | Cleveland Browns Stadium   | Recap              |                    |                    |
| 8                 | 1 novembre         | at Chicago Bears       | S 6–30             | 1–7                | Soldier Field              | Recap              |                    |                    |
| 9                 | Settimana di pausa | Settimana di pausa     | Settimana di pausa | Settimana di pausa | Settimana di pausa         | Settimana di pausa | Settimana di pausa | Settimana di pausa |
| 10                | 16 novembre        | Baltimore Ravens       | S 0–16             | 1–8                | Cleveland Browns Stadium   | Recap              |                    |                    |
| 11                | 22 novembre        | at Detroit Lions       | S 37–38            | 1–9                | Ford Field                 | Recap              |                    |                    |
| 12                | 29 novembre        | at Cincinnati Bengals  | S 7–16             | 1–10               | Paul Brown Stadium         | Recap              |                    |                    |
| 13                | 6 dicembre         | San Diego Chargers     | S 23–30            | 1–11               | Cleveland Browns Stadium   | Recap              |                    |                    |
| 14                | 10 dicembre        | Pittsburgh Steelers    | V 13–6             | 2–11               | Cleveland Browns Stadium   | Recap              |                    |                    |
| 15                | 20 dicembre        | at Kansas City Chiefs  | V 41–34            | 3–11               | Arrowhead Stadium          | Recap              |                    |                    |
| 16                | 27 dicembre        | Oakland Raiders        | V 23–9             | 4–11               | Cleveland Browns Stadium   | Recap              |                    |                    |
| 17                | 3 gennaio          | Jacksonville Jaguars   | V 23–17            | 5–11               | Cleveland Browns Stadium   | Recap              |                    |                    |

Note: gli avversari della propria division sono in grassetto.

## Classifiche
| AFC North              |    |    |   |      |     |      |     |     |     |
|                        | V  | S  | P | %    | DIV | CONF | PF  | PS  | STR |
| (4) Cincinnati Bengals | 10 | 6  | 0 | .625 | 6–0 | 7–5  | 305 | 291 | S1  |
| (6) Baltimore Ravens   | 9  | 7  | 0 | .563 | 3–3 | 7–5  | 391 | 261 | V1  |
| Pittsburgh Steelers    | 9  | 7  | 0 | .563 | 2–4 | 6–6  | 368 | 324 | V3  |
| Cleveland Browns       | 5  | 11 | 0 | .313 | 1–5 | 5–7  | 245 | 375 | V4  |